# Robin Duvillard
Robin Duvillard (Grenoble, 22 december 1983) is een Franse langlaufer. Hij vertegenwoordigde zijn vaderland op de Olympische Winterspelen 2010 in Vancouver en op de Olympische Winterspelen 2014 in Sotsji.

## Carrière
Duvillard maakte zijn wereldbekerdebuut in februari 2004 in La Clusaz. In maart 2008 scoorde hij in Oslo zijn eerste wereldbekerpunten. Zijn eerste toptienklassering in een wereldbekerwedstrijd behaalde de Fransman in december 2009 in Davos. Tijdens de Olympische Winterspelen van 2010 in Vancouver eindigde Duvillard als vijftigste op de 30 kilometer achtervolging.
Op de wereldkampioenschappen langlaufen 2011 in Oslo eindigde hij als 33e op de 50 kilometer vrije stijl, op de estafette eindigde hij samen met Jean-Marc Gaillard, Maurice Manificat en Vincent Vittoz op de elfde plaats. In Val di Fiemme nam de Fransman deel aan de wereldkampioenschappen langlaufen 2013. Op dit toernooi eindigde hij als 44e op de 15 kilometer vrije stijl, samen met Mathias Wibault, Maurice Manificat en Ivan Perrillat Boiteux eindigde hij als negende op de estafette. Tijdens de Olympische Winterspelen van 2014 in Sotsji eindigde Duvillard als zesde op de 50 kilometer vrije stijl, op de estafette veroverde hij samen met Jean-Marc Gaillard, Maurice Manificat en Ivan Perrillat Boiteux de bronzen medaille.
Op de wereldkampioenschappen langlaufen 2015 in Falun eindigde hij als elfde op de 15 kilometer vrije stijl. Samen met Jean-Marc Gaillard, Maurice Manificat en Adrien Backscheider sleepte hij de bronzen medaille in de wacht op de estafette, op de teamsprint eindigde hij samen met Baptiste Gros op de tiende plaats. In januari 2016 stond de Fransman in Val di Fiemme voor de eerste maal in zijn carrière op het podium van een wereldbekerwedstrijd. In Lahti nam Duvillard deel aan de wereldkampioenschappen langlaufen 2017. Op dit toernooi eindigde hij als 25e op de 50 kilometer vrije stijl. Samen met Jean-Marc Gaillard, Maurice Manificat en Clément Parisse eindigde hij als zevende op de estafette.
Op de wereldkampioenschappen langlaufen 2019 in Seefeld eindigde de Fransman als 27e op de 50 kilometer vrije stijl

## Resultaten

### Olympische Winterspelen
| Jaar | Plaats    | Resultaten                               |
| ---- | --------- | ---------------------------------------- |
| 2010 | Vancouver | 50e 30 km achtervolging                  |
| 2014 | Sotsji    | 6e 50 km vrije stijl · 4x10 km estafette |

### Wereldkampioenschappen
| Jaar | Plaats        | Resultaten                                                               |
| ---- | ------------- | ------------------------------------------------------------------------ |
| 2011 | Oslo          | 33e 50 km vrije stijl 11e 4x10 km estafette                              |
| 2013 | Val di Fiemme | 44e 15 km vrije stijl 9e 4x10 km estafette                               |
| 2015 | Falun         | 11e 15 km vrije stijl · 10e Teamsprint (vrije stijl) · 4x10 km estafette |
| 2017 | Lahti         | 25e 50 km vrije stijl 7e 4x10 km estafette                               |
| 2019 | Seefeld       | 27e 50 km vrije stijl                                                    |

### Wereldbeker
Eindklasseringen
| Seizoen   | Algm | DI   | SP  | TdS |
| --------- | ---- | ---- | --- | --- |
| 2007/2008 | 136e | 77e  | -   | -   |
| 2009/2010 | 82e  | 48e  | -   | 35e |
| 2010/2011 | 51e  | 38e  | -   | 20e |
| 2011/2012 | 61e  | 45e  | -   | 23e |
| 2012/2013 | 57e  | 44e  | -   | 48e |
| 2013/2014 | 44e  | 22e  | 99e | 20e |
| 2014/2015 | 37e  | 22e  | -   | DNF |
| 2015/2016 | 31e  | 24e  | -   | 31e |
| 2016/2017 | 156e | 109e | -   | -   |
| 2017/2018 | 85e  | 55e  | -   | -   |
| 2018/2019 | 109e | 74e  | -   | -   |